# Bucoșnița
Bucoșnița é uma comuna romena localizada no distrito de Caraș-Severin, na região de Banato. A comuna possui uma área de 98.08 km² e sua população era de 3026 habitantes segundo o censo de 2007.